# 27-й пехотный полк (Австро-Венгрия)
27-й Штирийский пехотный полк (нем. Steirisches Infanterie-Regiment Nr. 27) — австрийский пехотный полк Единой армии Австро-Венгрии.

## История
Образован в 1682 году. До 1915 года носил название 27-й Штирийский пехотный полк «Альберт I, король Бельгии» (нем. Steirisches Infanterie Regiment «Albert I. König der Belgier» Nr. 27). Участвовал в австро-турецких и Наполеоновских войнах, Семилетней и Австро-итало-прусской войне, а также в подавлении Венгерского восстания. В разное время покровителями полка были:
- 1841—1853: барон Людвиг Пире де Биэн
- 1853—1865: Леопольд I, король Бельгии
- 1865—1910: Леопольд II, король Бельгии
- 1910—1918: Альберт I, король Бельгии

Полк состоял из 4-х батальонов: 1-й, 2-й и 4-й базировались в Лайбахе, 3-й — в Граце. Национальный состав полка по состоянию на 1914 год: 94 % — немцы, 6 % — прочие национальности.
В годы Первой мировой войны полк участвовал в сражениях против войск Российской империи в 1914—1915 годах (в Карпатах и на территории современной Польши). Солдаты полка, погибшие на Восточном фронте, были захоронены на шести военных кладбищах: 4 (Граб), 21 (Важице), 22 (Ясло), 42 (Секлювка), 43 (Радоцына) и 44 (Длуге). Также полк сражался против войск Италии под Изонцо.
В ходе так называемых реформ Конрада с июня 1918 года число батальонов было сокращено до трёх: остались только 1-й, 2-й и 3-й батальоны.

## Командиры
- 1859: полковник Вильгельм фон Вюртемберг[10]
- 1865: полковник Франц фон Власиц[11]
- 1873: полковник Фердинанд Фидлер фон Ясрборн
- 1879: полковник Гуго фон Лауэр[12]
- 1903—1905: полковник Степан Вучетич
- 1906—1910: полковник Мартин Радчевич[13]
- 1911: полковник Адольф фон Боог
- 1912—1914: подполковник Карл Вебер[2]